# 雷德拜 (明尼蘇達州)
雷德拜（英語：Redby，/ˈrɜːdbi/ RED-bee) ；奧吉布瓦語：）是位於美國明尼蘇達州貝爾特拉米縣下雷德萊克的一個普查規定居民點。

## 人口
根據2020年美國人口普查的數據，雷德拜的面積為19.53平方千米，當中陸地面積為18.88平方千米，而水域面積為0.64平方千米。當地共有人口1302人，而人口密度為每平方千米66.67人。